# خافيير أريناس
خافيير أريناس (بالإنجليزية: Javier Arenas)‏ هو لاعب كرة قدم أمريكية ولاعب كرة قدم كندية أمريكي، ولد في 28 أكتوبر 1987 في تامبا في الولايات المتحدة.

## وصلات خارجية
- خافيير أريناس على موقع مرجع كرة القدم المحترفة.كوم (الإنجليزية)